# Adriana Chelariu-Bazon
Adriana Chelariu-Bazon, née le 5 juillet 1963 à Copălău, est une rameuse d'aviron roumaine. 

## Carrière
Adriana Chelariu-Bazon est médaillée d'argent de huit aux Jeux olympiques de 1984 à Los Angeles. Elle est ensuite médaillée de bronze de huit aux Championnats du monde d'aviron 1985 et 1986 avant de remporter l'or en 1987 ; lors de ces Mondiaux elle est aussi sacrée championne du monde de quatre barré. Aux Jeux olympiques de 1988 à Séoul, elle termine deuxième de la finale de huit et remporte le bronze en quatre barré. 
Elle est à nouveau sacrée championne du monde de huit en 1989, remportant aussi une médaille de bronze en quatre sans barreur la même année, et obtient le bronze mondial en huit en 1991. Aux Jeux olympiques de 1992 à Barcelone, elle termine deuxième de la finale de huit.